# Vingria
Vingria (også kaldet Kačerga, litauisk: Vingrių upe) er nu en underjordisk flod i Vilnius, hovedstad i Litauen.
Ifølge bykort fra 1808 løb floden åbent fra Trakų gatvė, videre i L. Stuokos-Gucevičiaus gatvė og havde forbindelse til Vilnia hvor Radvilaitės og Vrublevskio gatvė er nu ved Vilnius Katedral, før den løb ud i Neris for enden af Arsenalo gatvė.